# Wa (Ghana)
 For alternative betydninger, se Wa. (Se også artikler, som begynder med Wa)
Wa er regionshovedstad og største by i regionen Upper West i Ghana. Den er også centrum for stammen wala, og var hjemsted for deres høvding, Wa-Na-høvdingen, indtil 1998. Byen ligger ca. 30 km fra grænsen til  Burkina Faso mod vest, men omkring 150 km fra Tamale, der regnes for hovedbyen i det nordlige Ghana.
Et stort flertal blandt walaene er muslimer, og dette gør Wa til den største ghanesiske by som er domineret af islam.
Blandt byens seværdigheder finder man Wa-Na-paladset, et bymuseum, mange moskéer og en flodhestepark.
1. ↑  Ghana Statistical Service (fra Wikidata).